# 호곡초등학교
호곡초등학교는 대한민국 경기도 고양시에 있는 공립 초등학교이다.

## 학교 연혁
- 1999.01.15 경기도 조례 2880호 설립 인가
- 1999.09.01초대 이계석 교장 취임
- 1999.09.0620학급 편성 개교
- 2000.02.16제1회 졸업식(졸업생 수 72명)
- 2000.03.0124학급 편성
- 2000.03.01경기도 조례 2880호 호곡초등학교 병설유치원 설립 인가(2학급)
- 2000.03.10병설유치원 개원(2학급)
- 2001.02.16 제2회 졸업식 109명 졸업(총 졸업생 수 181명)
- 2002.02.20 제3회 졸업식 132명 졸업(총 졸업생 수 313명)
- 2002.03.10 39학급 편성
- 2002.09.01 제2대 이춘자 교장 취임
- 2003.03.01 32학급 편성
- 2003.02.14 제4회 졸업식 157명 졸업(총 졸업생 수 470명)
- 2004.02.13 제5회 졸업식 174명 졸업(총 졸업생 수 642명)
- 2004.03.01 33학급 편성(병설유치원 3학급)
- 2004.09.01제3회 이우민 교장 취임
- 2005.02.18 제6회 졸업식 191명 졸업(총 졸업생 수 833명)
- 2006.02.18제7회 졸업식 218명 졸업(총 졸업생 수 1,051명)
- 2006.03.0131학급 편성
- 2007.02.13제8회 졸업식 194명 졸업 (총 졸업생 수 1,245명)
- 2007.03.0132학급 편성(특수학급 신설)
- 2007.09.01제4대 서병해 교장 취임
- 2008.02.14제9회 졸업식 193명 졸업(총 졸업생 수 1,438명)
- 2008.03.01일반학급 31, 특수학급 1 편성
- 2009.02.12제10회 졸업식 179명 졸업 (총 졸업생 수 1,617명)
- 2009.03.01일반학급 31, 특수학급 1 편성
- 2010.02.11제11회 졸업식 194명 졸업 (총 졸업생 수 1,811명)
- 2010.03.01일반학급 34, 특수학급 1 편성
- 2010.09.01제5대 김인석 교장 취임
- 2011.02.17제12회 졸업식 190명 졸업 (총 졸업생 수 2,001명)
- 2011.03.01일반학급 34, 특수학급 1 편성
- 2012.02.16제13회 졸업식 187명 졸업 (총 졸업생 수 2,188명)
- 2012.03.01일반학급 35, 특수학급 1편성
- 2012.09.01제6대 김홍기 교장 취임
- 2013.02.15제14회 졸업식 220명 졸업(총 졸업생 수 2,408명)
- 2013.03.01일반학급 34, 특수학급 1편성
- 2014.02.14제15회 졸업식 176명 졸업(총 졸업생 수 2,584명)
- 2014.03.01일반학급 34, 특수학급 1편성
- 2015.02.13제16회 졸업식 151명 졸업(총 졸업생 수 2,735명)
- 2015.03.01일반학급 32, 특수학급 1편성
- 2016.02.05 제17회 졸업식 166명 졸업(총 졸업생 수 2,901명)
- 2016.03.10 일반학급 31, 특수학급 1편성
- 2017.02.10 제18회 졸업식 160명 졸업(총 졸업생 수 3,061명)
- 2017.03.01일반학급 32, 특수학급 1편성

## 참고 자료
- 호곡초등학교 - 한국교육학술정보원 학교알리미